# ツルマメ
ツルマメ（学名：Glycine soja）は、マメ科ダイズ属の一年草で、つる植物である。別名、ノマメとも呼ばれる。ダイズの原種とされる。

## 分布
日本列島では本州、四国、九州、沖縄の各地に分布する。また、朝鮮半島、中国、ロシアのウスリー川沿岸やアムール川沿岸地域にも分布する。日当たりの良い野原や道端に生育する、つる性の植物である。

## 形態
つるとなる茎は細長く、長さは1 mから4 mまで伸びる。つるは右から左巻きに他の木や草に、絡み付いて伸びてゆく。近縁種の中では太めで強いつるとなり、全体に細い茶褐色の逆毛が密生する。
葉は互生で、長い柄を持った3枚の小葉からなる複葉で、各小葉は披針状（ひしんじょう）の長卵形、長楕円形、披針形などが見られる。葉の縁はなめらかで、大きさは長さ3.5 - 6.0 cm、幅1.5 - 2.5 cmほどで、葉の表面と裏面には、いずれも毛が存在する。小葉の基部には小托葉が有り、狭披針形で黄色く柔らかい毛が見られる。
花期は夏から秋の7月から9月で、葉腋（ようえき）から房状花序を出して、長さ6 mm前後の蝶形をした赤紫色の花が3個か4個つき、稀に白い花の場合も有る。萼（がく）はツリガネ形で5裂し、黄褐色の細かい毛が密生する。花は2枚の花弁と、それより小さい2枚の淡紫色の花弁からなる。花弁のうち旗弁の中央部分は、凹んだ形状をしている。雄しべは10本で、下側の9本が下部で癒着して一体となる。
果実は、秋にダイズによく似た長さ2 - 3 cmほどの豆果をつけ、黄褐色の粗い毛を密につける。莢（さや）の中に2個から4個の平たい種子が入っており、食用にもできる。染色体数は2n=40。

## 利用
ツルマメはダイズの近縁であり、ダイズの原種と考えられている。古代よりヒトが栽培し、さらに品種改良した物がダイズになったと言われる。ツルマメは品種改良されていないため、莢の成熟が不揃いであるなど農業的な特性はダイズに大きく劣る。ツルマメはダイズとの交雑が可能であることが知られており、ダイズの子実成分、耐病性等についての改良を目的に、さまざまな特徴を持ったツルマメの系統がダイズの品種改良に利用された事例がある。だが、一般にはダイズとの間の雑種には蔓化、割莢等のツルマメ由来の不良形質が発現し、ダイズとの戻し交雑による不良形質除去が容易ではないため、遺伝資源としての利用には一定の困難が伴う。
今までに、種子中の貯蔵タンパク質含有量を増加させる遺伝子を持った系統や、種子中の抗酸化作用を有すると言われるグループAサポニンの多い系統などが発見された。しかし、種子中のイソフラボン含有量はダイズに劣る。
栽培ダイズを始めとするダイズ属やササゲ属の種子に由来する植物圧痕の存在が、縄文時代前期から中期の土器において近年確認され、考古学的には注目されている。なかでも、2009年には山梨県北杜市長坂町の酒呑場遺跡から縄文前期のツルマメ種子圧跡が確認され、縄文前期から利用された可能性が考えられている。

## ギャラリー

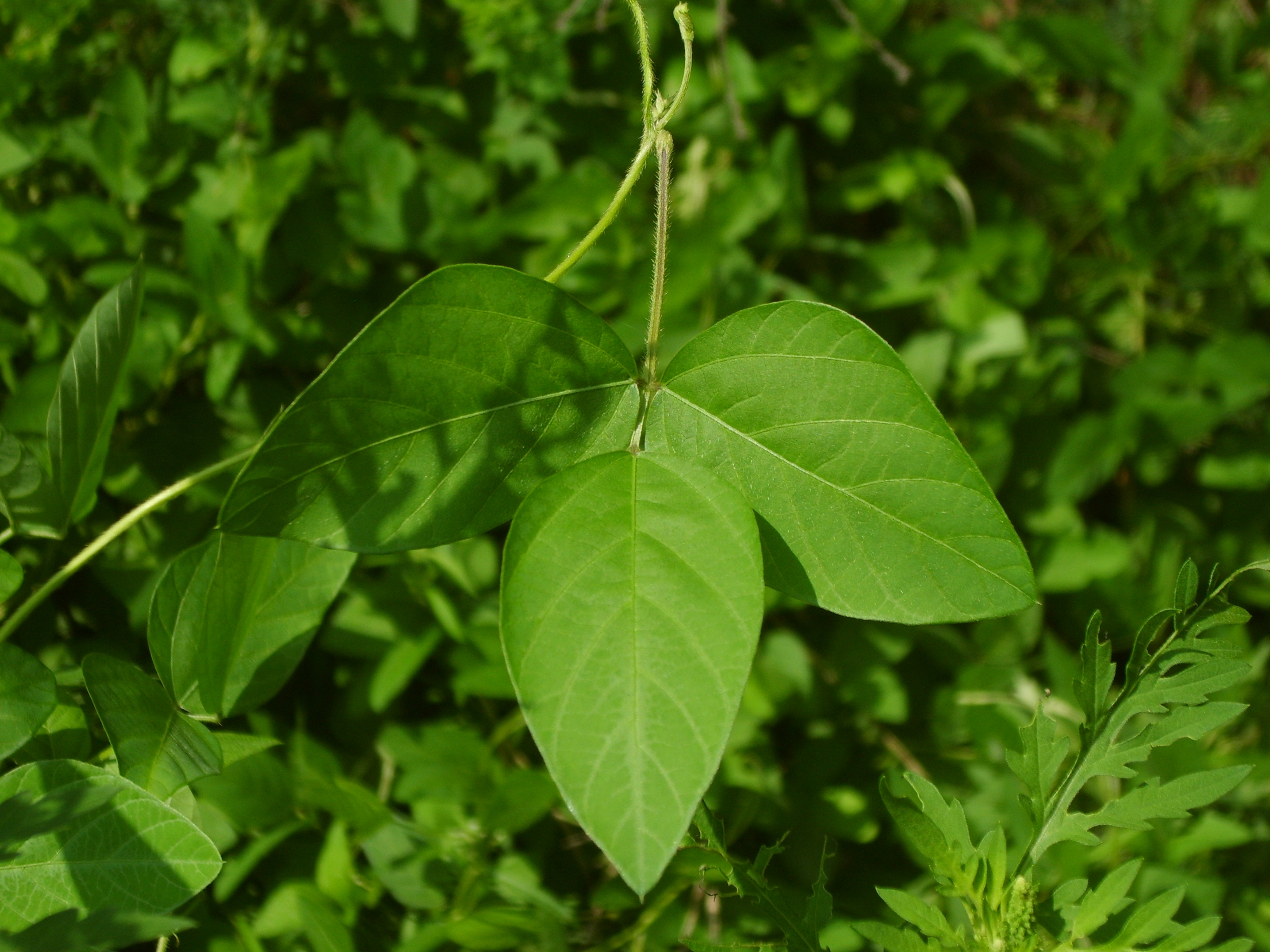
葉
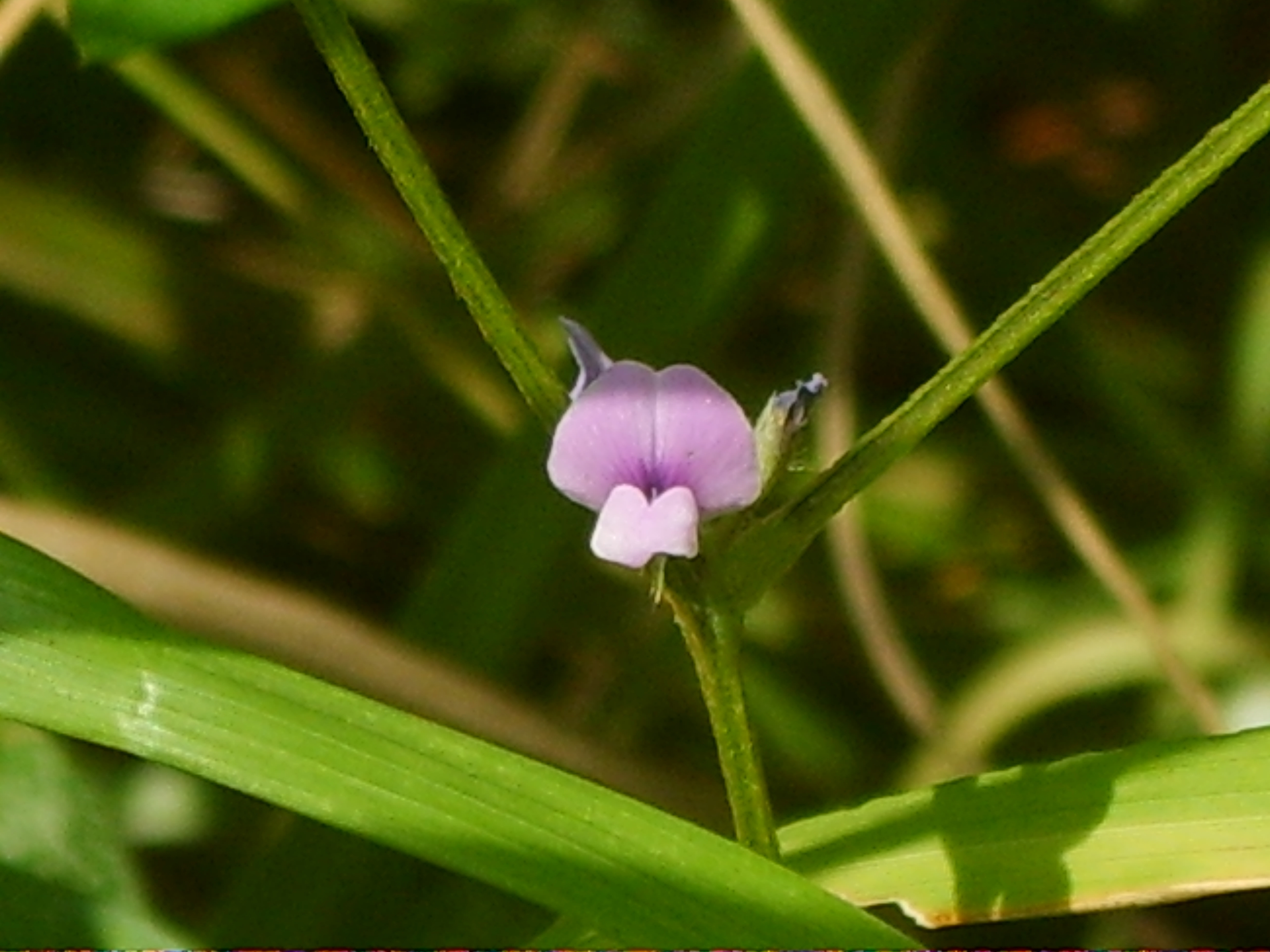
花
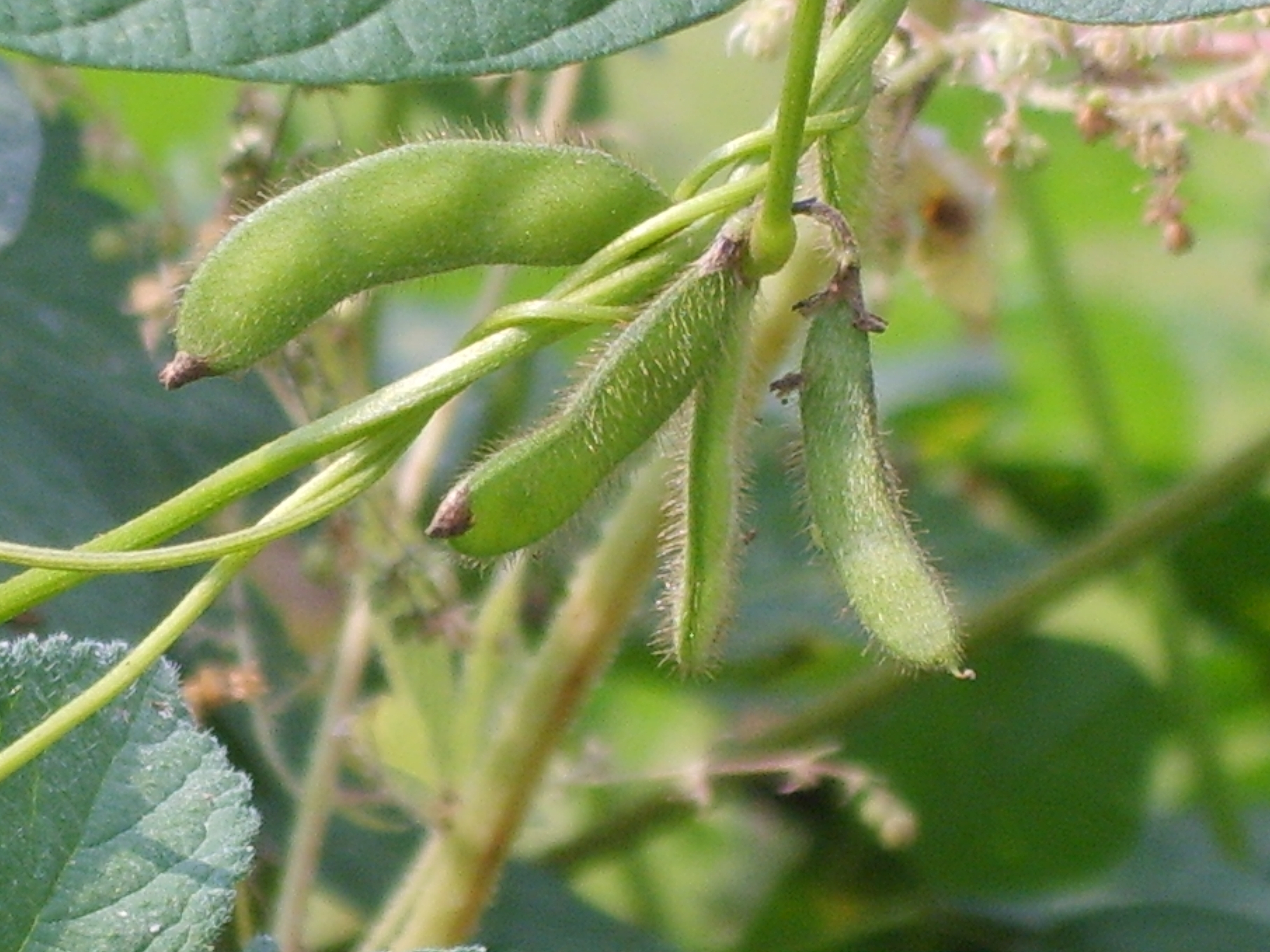
果実
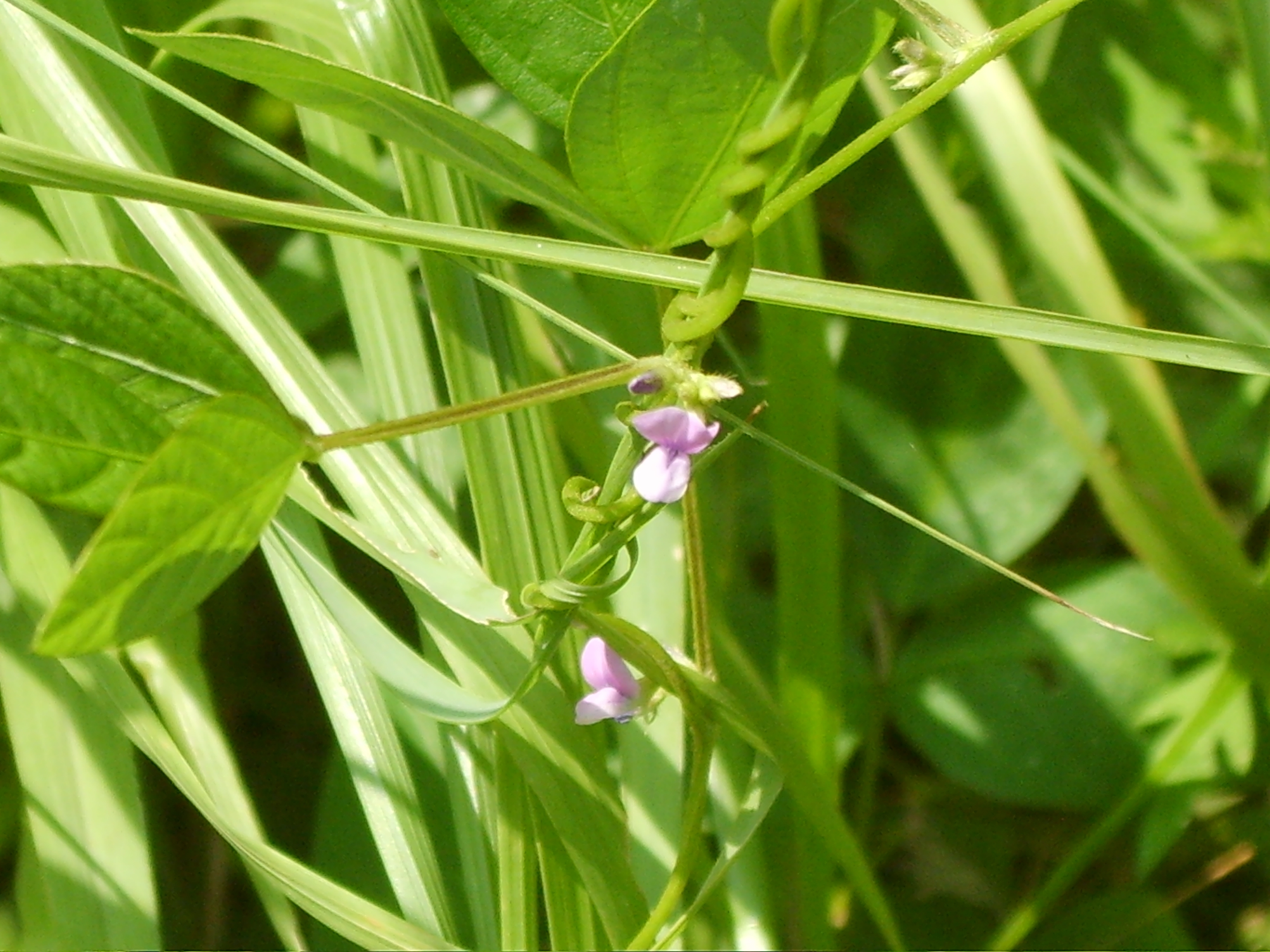
他の植物に巻きついて生育するツルマメ